# Эдна (Техас)
Эдна (англ. Edna) — город в США, расположенный в юго-восточной части штата Техас, административный центр округа Джэксон. По данным переписи за 2010 год число жителей составляло 5499 человек, по оценке Бюро переписи США в 2017 году в городе проживало 5770 человек.

## История
Поселение было основано в 1882 году, когда в округе построили железную дорогу New York, Texas and Mexican Railway. Ветка прошла в обход Тексаны, бывшей тогда административным центром округа. Город был назван а честь дочери итальянского графа Джозефа Телфенера, построившего железную дорогу. New York, Texas and Mexican Railway, получившая прозвище «макароны», была построена итальянскими рабочими, привезёнными Телфенером из Ломбардии. Большинство рабочих после строительства остались жить в регионе. Первый поезд был пущен 4 июля 1882 года, первый магазин был открыт переехавшим из Тексаны бизнесменом Гидеоном Эггом в том же году, а первого ребёнка, родившегося в поселении назвали Эдной.
22 января 1883 года жители округа проголосовали за присвоение городу статуса административного центра. В 1886 году было открыто почтовое отделение. В город из Тексаны переехали методистская и пресвитерианская церкви, причём пресвитерианцы перевезли своё здание. Первой газетой в Эдне стала еженедельная Jackson County Progress. В городе работают больница, дом для престарелых, библиотека, музей, городской парк с бассейном, три банка, две финансовые ассоциации, гольф-клуб. Основными источниками доходов города являются сельское хозяйство, добыча нефти и природного газа, обслуживание нефтяного производства и два зерновых элеватора.

## География
Эдна находится в восточной части округа, его координаты: 28°58′30″ с. ш. 96°38′54″ з. д..
Согласно данным бюро переписи США, площадь города составляет около 10,7 км2, практически полностью занятых сушей.

### Климат
Согласно классификации климатов Кёппена, в Эдне преобладает влажный субтропический климат (Cfa).
| Показатель                    | Янв. | Фев. | Март | Апр. | Май  | Июнь | Июль | Авг. | Сен. | Окт. | Нояб. | Дек. | Год  |
| ----------------------------- | ---- | ---- | ---- | ---- | ---- | ---- | ---- | ---- | ---- | ---- | ----- | ---- | ---- |
| Абсолютный максимум, °C       | 26,1 | 28,9 | 32,8 | 36,7 | 34,4 | 37,2 | 39,4 | 38,9 | 38,9 | 33,3 | 32,8  | 28,9 | 39,4 |
| Средний суточный максимум, °C | 17,2 | 19   | 23,3 | 28,4 | 29,4 | 32,5 | 34,6 | 33,8 | 31,7 | 28,1 | 23,8  | 20,1 | 26,8 |
| Средняя температура, °C       | 12,1 | 13,1 | 17,5 | 22,7 | 24,6 | 27,6 | 29,2 | 27,9 | 25,9 | 21,9 | 18,2  | 13,8 | 21,2 |
| Средний суточный минимум, °C  | 6,8  | 7,3  | 11,7 | 17   | 19,8 | 22,6 | 23,6 | 22,1 | 20,2 | 15,8 | 12,6  | 7,6  | 15,6 |
| Абсолютный минимум, °C        | −6,7 | −4,4 | −4,4 | 4,4  | 8,3  | 13,9 | 13,9 | 14,4 | 8,3  | 1,7  | −2,2  | −5,6 | −6,7 |
| Норма осадков, мм             | 65   | 63   | 59   | 73   | 102  | 99   | 81   | 75   | 106  | 92   | 71    | 77   | 961  |
| Источник: weatherbase.com     |      |      |      |      |      |      |      |      |      |      |       |      |      |

## Население
Согласно переписи населения 2010 года в городе проживало 5499 человек, было 2054 домохозяйства и 1381 семья. Расовый состав города: 72,7 % — белые, 14,7 % — афроамериканцы, 0,5 % — коренные жители США, 0,5 — азиаты, 0 % (1 человек) — жители Гавайев или Океании, 9,1 % — другие расы, 2,6 % — две и более расы. Число испаноязычных жителей любых рас составило 34 %.
Из 2054 домохозяйств, в 36,4 % живут дети младше 18 лет. 45,7 % домохозяйств представляли собой совместно проживающие супружеские пары (18,5 % с детьми младше 18 лет), в 16,6 % домохозяйств женщины проживали без мужей, в 5 % домохозяйств мужчины проживали без жён, 32,8 % домохозяйств не являлись семьями. В 28,2 % домохозяйств проживал только один человек, 13,3 % составляли одинокие пожилые люди (старше 65 лет). Средний размер домохозяйства составлял 2,59 человека. Средний размер семьи — 3,17 человека.
Население города по возрастному диапазону распределилось следующим образом: 30,1 % — жители младше 20 лет, 23,6 % находятся в возрасте от 20 до 39, 30 % — от 40 до 64, 16,3 % — 65 лет и старше. Средний возраст составляет 36,6 года.
Согласно данным опросов пяти лет с 2013 по 2017 годы, медианный доход домохозяйства в Эдне составляет 50 139 долларов США в год, медианный доход семьи — 58 934 доллара. Доход на душу населения в городе составляет 21 452 доллара. Около 11 % семей и 16,9 % населения находятся за чертой бедности. В том числе 30,2 % в возрасте до 18 лет и 7,1 % старше 65 лет.

## Местное управление
Управление городом осуществляется мэром и городским советом, состоящим из 5 человек. Члены совета избираются по округам.
Другими важными должностями, на которые происходит наём сотрудников, являются:
- Сити-менеджер
- Городской секретарь
- Шеф полиции
- Городской юрист
- Санитарный врач
- Маршал пожарной охраны
- Муниципальный судья
- Финансовый директор

## Инфраструктура и транспорт

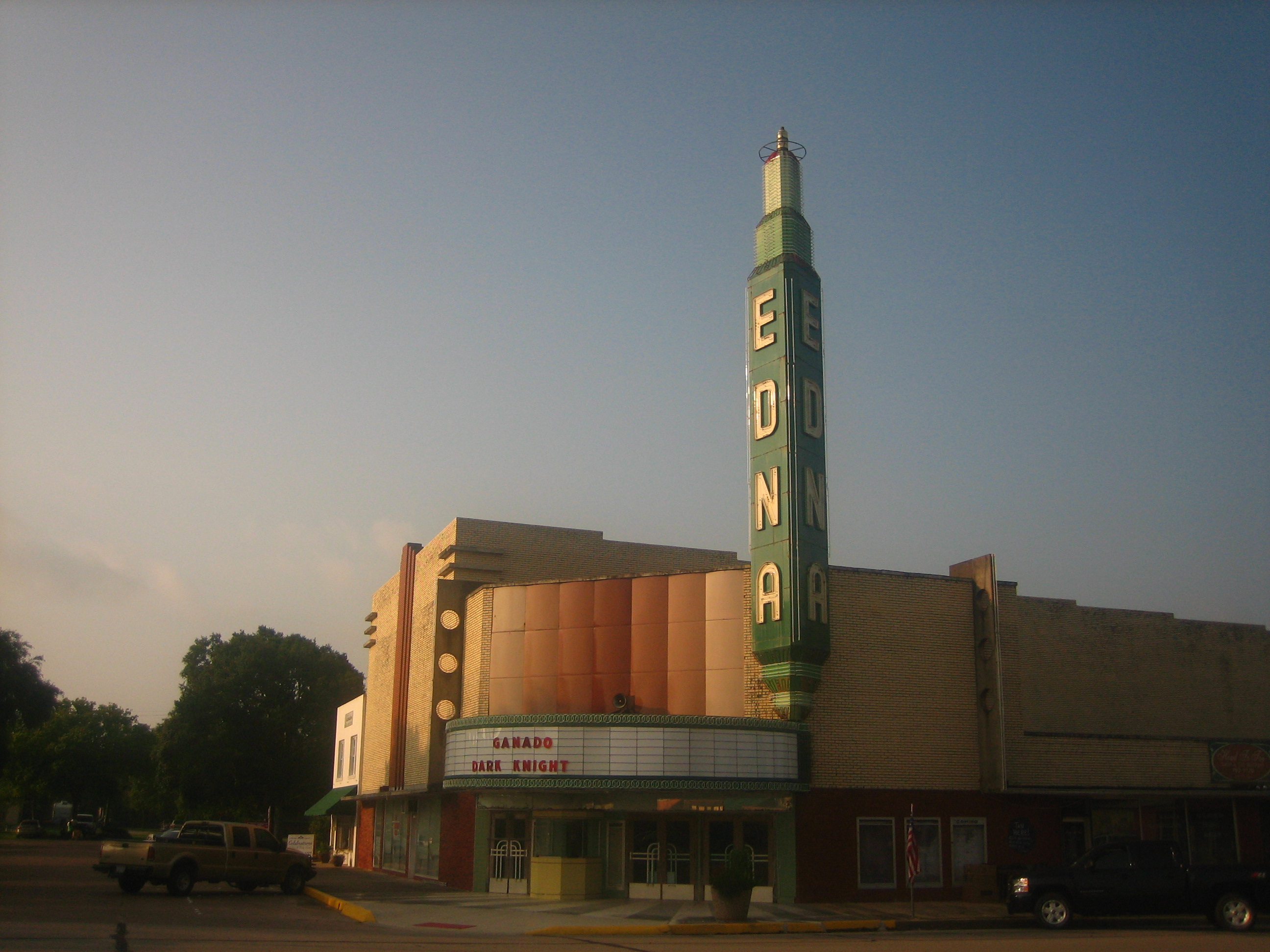
Edna Theater

Основными автомагистралями, проходящими через Эдну, являются:
- автомагистраль 59 США проходит с северо-востока от Уортона на юго-запад к Виктории.
- автомагистраль 111 штата Техас проходит с северо-запада от города Хокхейм на восток к Мидфилду.

В городе располагается аэропорт округа Джэксон. Аэропорт располагает одной взлётно-посадочной полосой длиной 1034 метра. Ближайшим аэропортом, выполняющим коммерческие рейсы, является региональный аэропорт Виктории. Аэропорт находится примерно в 30 километрах к юго-западу от Эдны.

## Образование
Город обслуживается независимым школьным округом Эдна.

## Экономика
Согласно финансовому отчёту города за 2016-2017 финансовый год, Эдна владела активами на $17,34 млн, долговые обязательства города составляли $4,08 млн. Доходы города составили $5,23 млн, расходы города — $5,94 млн .